# ألبرت دورفمان
ألبرت دورفمان (بالإنجليزية: Albert Dorfman)‏ هو عالم وراثة أمريكي، ولد في 1916، وتوفي في 1982.